# أولاد غالم بن موسى (أولاد أركيعة)
أولاد غالم بن موسى هو دُوَّار يقع بجماعة أهل مربع، إقليم الفقيه بن صالح، جهة بني ملال خنيفرة في المملكة المغربية. ينتمي الدوّار لمشيخة أولاد أركيعة التي تضم 4 دواوير. يقدر عدد سكانه بـ 1411 نسمة حسب الإحصاء الرسمي للسكان والسكنى لسنة 2004.

## روابط خارجية
- البوابة الوطنية للجماعات الترابية
- المندوبية السامية للتخطيط